# 織田裕二
織田 裕二（おだ ゆうじ、1967年〈昭和42年〉12月13日 - ）は、日本の俳優、歌手。神奈川県出身。BAC CORPORATION所属。

## 来歴
桐蔭学園小学校・中学校・高等学校卒業。中学1年から高校1年までテニス部に所属していたが膝を壊して退部。高校時代はDepsという名のバンドを組み、ギターを担当していた（その後、「Deps」というバンド名は、織田自身のファンクラブの名称になっている）。高校卒業後はピッツバーグ大学日本校へ入学するも、俳優の道へ進む。
1987年4月公開の東映映画『湘南爆走族』に、出演者オーディション数万人の参加者の中から、望んでいた石川役に抜擢されてデビュー。同時に主役デビューの江口洋介と共演。当時は二輪免許は持っておらず、映画撮影のために取得した。
1989年6月公開の東宝映画『彼女が水着にきがえたら』で主演の原田知世の相手役に起用された。
1991年、フジテレビ系ドラマ『東京ラブストーリー』の永尾完治（カンチ）役で大ブレイク。「月9」という言葉もこの作品から生まれた。
1992年にTBS『あの日の僕をさがして』では民放連ドラで初めて主役の古賀森男役を演じたが、前作と違って作品にうまく貢献することができず、失敗作で終わり、「駄目だ。何をしたいかを一所懸命固めなきゃ駄目だ。人から役をもらうだけじゃなくて、こっちから「何をしたい」って言わなきゃ駄目だ。無いんだったら、何か無理矢理でもテーマを作るぞ。そう思った。」と語っている。そのため、以降の作品では企画の段階から作品に関わるという姿勢を強めることになる。
1993年、フジテレビ系ドラマ『振り返れば奴がいる』で、石黒賢とダブル主演で出演。
1997年のフジテレビ系ドラマ『踊る大捜査線』は、ドラマ放送終了後のビデオレンタルなどで評判が良く、映画化されて人気を博した。また、本作で演出を担当した本広克行は織田の推薦によってチーフ演出を任されたという経緯がある。劇場版1作目の『踊る大捜査線 THE MOVIE』は興行収入101億円、観客動員数700万人を記録し、それに続く『踊る大捜査線 THE MOVIE 2 レインボーブリッジを封鎖せよ!』も、興行収入173.5億円、観客動員数1250万人と、前作を大きく上回るばかりか実写邦画歴代1位（2022年現在）の記録を残し、自身の代表作となった。
2016年11月公開の『映画 ボクの妻と結婚してください。』で4年ぶりに映画主演を務める。
歌手としては1987年4月にデビュー映画『湘南爆走族』の挿入歌のシングルレコード「BOOM BOOM BOOM」でデビュー。1991年2月に発売された『スズキ・セルボ』CMソング「歌えなかったラヴ・ソング」が最高位2位、57.5万枚を記録、自身最大のヒット曲となった。その他ヒットした代表曲には、AGF「マキシムレギュラーコーヒー」・参天製薬「サンテFX」各CMソングの「現在、この瞬間から」（1991年6月、最高位3位、20.7万枚）、ドラマ『お金がない!』の主題歌「OVER THE TROUBLE」（1994年7月、最高位14位、26.4万枚）、『踊る大捜査線』の主題歌「Love Somebody」（1997年1月、最高位9位、47.8万枚）などがある。2005年日本ゴールドディスク大賞・ソング・オブ・ザ・イヤー部門受賞「Last Christmas/Wake Me Up GO!GO!」（Yuji Oda with Butch Walker名義として）。
しかし、2008年10月15日ベストアルバム『BEST OF BEST 〜20th Anniversary〜』及びライブDVD『YUJI ODA 20th Anniversary Special Live 3920』を同時リリースして以降、目立った音楽活動は見られず、デビュー20周年を記念して立ち上げた歌手としての新プロジェクト「UZ」もシングル「君の瞳に恋してる」をリリース後、活動は見られていない。ライブ活動も同年11月に行われた「CONCERT TOUR『2008』-U-kai3- 〜君の瞳に恋してる〜」を最後に行われていない。
2年に1度開催される『世界陸上』のTBSテレビ系の中継番組のメインキャスターを、1997年の第7回世界陸上競技選手権アテネ大会から2022年の第18回世界陸上競技選手権ユージーン大会までの13大会連続、中井美穂とともに担当した。
私生活においては長らく独身だったが、2010年8月16日に12歳年下の一般人女性と結婚。2014年10月末に長男が誕生した。誕生後2年間仕事をほぼセーブし、子育て中心の日々を過ごした。
2024年10月、『世界陸上2025』のスペシャルアンバサダーに就任。

## 人物
- 25年間にわたって『世界陸上』中継番組のメインキャスターを務めた織田と中井の両名に対して、「陸上競技の認知度向上に著しく寄与した」として、『JAAFアスレティックス・アワード2022』において日本陸上競技連盟から連盟特別賞を授与された[8]。
- 2001年、主演ドラマ『ロケット・ボーイ』放送時、持病の腰痛が悪化し、椎間板ヘルニアによる緊急入院で撮影を中断する事態となった。そのため『ロケット・ボーイ』は全11話の予定だったが全7話に再構成され、第2話放映後の4週分は『ロケット・ボーイ』を休止し、同作共演のユースケ・サンタマリア、市川染五郎の新撮シーンと『踊る大捜査線』の再放送で穴埋めするという異例の措置が取られた。
- 2007年4月19日放送『うたばん』では、本人に説明なく行われた体力測定で実年齢39歳にして25歳と診断されていた。
- 2007年8月23日放送『うたばん』にて12年ぶりに的場浩司と共演した際、互いを「織田ちゃん」と「マッキー」の名で呼び合うほど当時は仲が良かったと話している。
- スズキ・ジムニーのCMキャラクターとして起用されたことがあり、織田自身もジムニーを所有している。
- 多趣味であり、主にゴルフやパイプ、葉巻、熱帯魚、ベラブナ釣り、野鳥観察などを挙げている。釣りに関してはかなり詳しく、バラエティ番組に出演した時に、よく釣り好きを公言している。この多趣味な部分は自身の父親からの影響だとエッセイ『脱線者』で語っている。
- 恋愛観については、自分の足りないところを足してくれる相手が好きであり、同時に相手の足りないところを足せるような自分になれたらと語っている[9][10]。
- 『シッコウ!!〜犬と私と執行官〜』で共演したファーストサマーウイカをショカショカちゃんと呼ぶ[11]

## エピソード
- 俳優の石黒賢とは親友の間柄である。2人はドラマ『振り返れば奴がいる』『真夜中の雨』でも共演しており、当時、石黒が司会の1人を務めていたテレ朝系トークバラエティ番組『君といつまでも』に織田がゲスト出演し、他局にもかかわらず番組冒頭で『振り返れば奴がいる』のパロディまで披露している。2016年10月16日放送の『IQ246〜華麗なる事件簿〜』では、織田が主演、石黒が第1話のゲストで共演した。
- 『踊る大捜査線』において、いかりや長介に請われてテレビドラマでの演技のノウハウを教えた。劇中の関係とは逆であるが、1999年4月13日放送のフジテレビの特別番組『踊る織田裕二』での対談で、いかりや本人が、「剣豪に倣って、あなたの芝居は何流か？ と問われれば、織田流だと答える」と述べて謝意を表している。また、いかりやの自伝『だめだこりゃ』にも同様の言葉が掲載されている。織田は、いかりやが亡くなって以後も大変慕っている。
- 一時期ダートトライアル競技に出場していた。結果などについてはほとんど公にはされていないものの、通信教育のユーキャンのCMにおいて一瞬ではあるが運転シーンが挿入されていた。また、写真集『OFF TIME〜風のない午後に…』（主婦と生活社）およびビデオ『ROAD SHOW』においてラリー・オブ・キャンベラ出場時（A5クラス2位で完走）の様子を一部見ることが出来る。
- 好きな食べ物は寿司[12]。
- 映画『アマルフィ 女神の報酬』のイタリアロケでは、イタリア人スタッフの仕事のやり方に学ぶことが多かったので、イタリアを舞台にしたことは正解だったと語っている（『プラスアクト』インタビュー）。その反面、公開前に出演した『笑っていいとも!』では、習慣の違いや通行人がスタッフ用のコーヒーを飲んでしまうなどのハプニングを笑い話として話している。
  - 同作品では、イタリア語堪能な外交官という役どころのため、イタリア語台詞の特訓をしたと語っている[13]。しかし、イタリア人俳優のアドリブ芝居では言葉が理解できず、最終的に台本の台詞の「この単語だけは抜かさないでくれ」と頼み込んで撮影を乗り切った[14]。

## 受賞歴

### 俳優
1988年
- 文化庁芸術作品賞（『北の海峡』）

1989年
- 熊本映画祭 ヤングシネマ男優賞（『彼女が水着にきがえたら』）

1991年
- ギャラクシー薦賞（『新説三億円事件』）
- ATP賞91（『新説三億円事件』）

1992年
- 第1回TV-LIFE年間ドラマ大賞 主演男優賞（『東京ラブストーリー』）[15]

1993年
- ATP賞93 ザ・テレビジョン読者賞
- テレビガイド TVドラマ大賞 主演男優賞

1994年
- 第2回ザテレビジョンドラマアカデミー賞 主演男優賞（『お金がない!』）[16]

1996年
- 第10回ザテレビジョンドラマアカデミー賞 主演男優賞（『真昼の月』）[17]

1997年
- 第12回ザテレビジョンドラマアカデミー賞 主演男優賞（『踊る大捜査線』）[18]
- 日本レコード協会 プラチナシングル賞（『Love Somebody』）

1999年
- 第22回日本アカデミー賞
  - 優秀主演男優賞
  - 話題賞

（『踊る大捜査線 THE MOVIE』）
- わかやま市民映画祭 最優秀主演男優賞（『踊る大捜査線 THE MOVIE』）
- 第13回ビデオ&DVDでーた大賞 ベストタレント賞（男優部門）

2000年
- 第25回報知映画賞 最優秀主演男優賞（『ホワイトアウト』）
- 第18回ゴールデングロス特別賞 マネーメーキングスター賞（『ホワイトアウト』）[21]
- 第13回日刊スポーツ映画大賞・石原裕次郎賞 主演男優賞（『ホワイトアウト』）

2001年
- 第24回日本アカデミー賞 優秀主演男優賞（『ホワイトアウト』）
- 第43回ブルーリボン賞 主演男優賞（『ホワイトアウト』）

2003年
- 第48回アジア太平洋映画祭 最優秀主演男優賞（『T.R.Y.』）
- 日刊スポーツ映画大賞 主演男優賞（『踊る大捜査線 THE MOVIE 2 レインボーブリッジを封鎖せよ!』）

2004年
- 第27回日本アカデミー賞 優秀主演男優賞（『踊る大捜査線 THE MOVIE 2 レインボーブリッジを封鎖せよ!』）[22]
- 第23回藤本賞（『踊る大捜査線 THE MOVIE 2 レインボーブリッジを封鎖せよ!』 に製作側からも多大な貢献をしたことによる。俳優としては高倉健（第14回特別賞）に続き二人目の受賞）

### その他
1991年
- ベストドレッサー賞
- 日本レコード協会 プラチナシングル賞（『歌えなかったラヴ・ソング』）

1992年
- ベストジーニスト賞

1999年
- ベストドレッサー賞

2005年
- 第19回日本ゴールドディスク大賞 ソング・オブ・ザ・イヤー部門（Yuji Oda with Butch Walker名義として）（『Last Christmas/Wake Me Up GO!GO!』）

2012年
- GQ Men of the Year 2012[23]

## 出演

### テレビドラマ
- 桃色学園都市宣言 河田工業高校電気科（1987年10月 - 1988年3月、フジテレビ） - 不良グループのリーダー 役
- プロゴルファー祈子（1987年10月 - 1988年4月、フジテレビ） - 秋葉清 役
- 北の海峡（1988年5月3日、NHK） - 坂上康男 役
- ドラマ23 涙日記（1988年6月27日・30日、TBS） - 坂上高次 役
- 風雲!江戸の夜明け（1989年1月 - 3月、テレビ東京） - 徳川家光 役
- 土曜ドラマ（NHK）
  - 十九歳（1989年1月） - 初主演・村上大介 役
- ママハハ・ブギ（1989年7月 - 9月、TBS） - 水谷誠 役
- 邪魔してゴメン!（1989年10月 - 1990年3月、TBS） - 主演・織田裕二（本人）役 ※主題歌「週末だけは少年」も担当
- あいつがトラブル（1989年12月 - 1990年3月、フジテレビ） - 城野剛 役
- 卒業（1990年1月 - 3月、TBS） - 吉沢聡 役
- 予備校ブギ （1990年4月 - 7月、TBS） - 橘薫 役
- 世にも奇妙な物語 「ロッカー」（1990年5月3日、フジテレビ） ‐ 主演・悟 役
- 東京ラブストーリー（1991年1月 - 3月、フジテレビ） - 永尾完治 役
  - 東京ラブストーリー特別編（1993年2月12日）※回想シーンのみ
- 金曜ドラマシアター 初恋の殺人者（1991年7月26日、フジテレビ） - 斎木亮 役
- 実録犯罪史シリーズ 新説・三億円事件 史上空前の現金強奪!! 少年A犯行の全真相…!?（1991年12月27日、フジテレビ） - 主演・大場誠 役
- あの日の僕をさがして（1992年4月 - 6月、TBS） - 主演・古賀森男 役
- 振り返れば奴がいる（1993年1月 - 3月、フジテレビ） - 主演・司馬江太郎 役
  - 振り返れば奴がいるスペシャル（1993年12月29日）
- 素晴らしきかな人生（1993年7月 - 9月、フジテレビ） - 芝木貢 役
- お金がない!（1994年7月 - 9月、フジテレビ） - 主演・萩原健太郎 役 ※主題歌「OVER THE TROUBLE」も担当
- 正義は勝つ（1995年10月 - 12月、フジテレビ） - 主演・高岡淳平 役 ※主題歌「愛までもうすぐだから」も担当
- 真昼の月（1996年7月 - 9月、TBS） - 主演・富樫直樹 役
- 踊る大捜査線シリーズ - 主演・青島俊作 役　※スピンオフを除くシリーズ全編で主題歌「Love Somebody」も担当
  - 踊る大捜査線（1997年1月 - 3月、フジテレビ）
  - 踊る大捜査線 歳末特別警戒スペシャル（1997年12月30日）
  - 湾岸署婦警物語 初夏の交通安全スペシャル（1998年6月19日）
  - 踊る大捜査線 秋の犯罪撲滅スペシャル（1998年10月6日）
  - 踊る大捜査線 THE LAST TV サラリーマン刑事と最後の難事件（2012年9月1日）
- 恋はあせらず（1998年4月 - 7月、フジテレビ） - 主演・喜屋武明 役 ※主題歌「Shake it UP」も担当
- ロケット・ボーイ（2001年1月 - 3月、フジテレビ） - 主演・小林晋平 役 ※主題歌「空のむこうまで」を担当
- 真夜中の雨（2002年10月 - 12月、TBS） - 主演・都倉隆 役 ※主題歌「そんなもんだろう」を担当
- ラストクリスマス（2004年10月 - 12月、フジテレビ） - 主演・春木健次 役 ※主題歌「ウェイク・ミー・アップ・ゴー！ゴー！」も担当
- 冗談じゃない!（2007年4月 - 6月、TBS） - 主演・高村圭太 役 ※主題歌「Hug,Hug」も担当
- 太陽と海の教室（2008年7月 - 9月、フジテレビ） - 主演・櫻井朔太郎 役 ※「君の瞳に恋してる」も担当
- 外交官 黒田康作（2011年1月 - 3月、フジテレビ） - 主演・黒田康作 役
- Oh,My Dad!!（2013年7月 - 9月、フジテレビ） - 主演・新海元一 役
- 奇跡の教室（2014年6月28日、日本テレビ） - 主演・柳州二 役
- 株価暴落（2014年10月 - 11月、WOWOW） - 主演・板東洋史 役[24]
- IQ246〜華麗なる事件簿〜（2016年10月 - 12月、TBS） - 主演・法門寺沙羅駆 役[25][26]
- 監査役 野崎修平（2018年1月 - 3月、WOWOW）- 主演・野崎修平 役
- SUITS/スーツ（2018年10月 - 12月、フジテレビ） - 主演・甲斐正午 役[27]
  - SUITS/スーツ2（2020年4月、7月 - 10月、フジテレビ）
- 頭取 野崎修平（2020年1月 - 2月、WOWOW）- 主演・野崎修平 役
- ガラパゴス（2023年2月6日(前編)、2月13日(後編)、NHK BSプレミアム・BS4K）- 主演・田川信一 役[28] [29] [30]
- シッコウ!!〜犬と私と執行官〜（2023年7月4日 - 9月12日、テレビ朝日） - 小原樹 役[31]
- 水滸伝（2026年放送予定、WOWOW）- 主演・宋江 役[32][33]

### 映画
- 湘南爆走族（1987年4月25日、東映） - 石川晃 役
- 愛はクロスオーバー（1987年11月14日、東映クラシックフィルム） - 河村ユウジ 役
- 将軍家光の乱心 激突（1989年1月14日、東映） - 砥部左平次 役
- 彼女が水着にきがえたら（1989年6月、東宝） - 吉岡文男 役
- BEST GUY（1990年12月15日、東映） - 主演・梶谷英男 役
- 波の数だけ抱きしめて（1991年8月31日、東宝） - 小杉正明 役
- 就職戦線異状なし（1991年6月22日、東宝） - 主演・大原健雄 役
- エンジェル 僕の歌は君の歌（1992年11月7日、東宝） - 主演・大川竜彦 役
- 卒業旅行 ニホンから来ました（1993年9月4日、東宝） - 主演・三木靖男 役
- きけ、わだつみの声 Last Friends（1995年6月3日、東映） - 主演・勝村寛（少尉） 役
- 踊る大捜査線 シリーズ（1998年 - ） - 主演・青島俊作 役
  - 踊る大捜査線 THE MOVIE （1998年10月31日、東宝） ※主演
  - 踊る大捜査線 THE MOVIE 2 レインボーブリッジを封鎖せよ!（2003年7月19日、東宝） ※主演
  - 踊る大捜査線 THE MOVIE3 ヤツらを解放せよ!（2010年7月3日、東宝） ※主演
  - 踊る大捜査線 THE FINAL 新たなる希望（2012年9月7日、東宝） ※主演
  - 室井慎次 生き続ける者（2024年11月15日、東宝） ※ノンクレジット
  - 踊る大捜査線 N.E.W.（2026年公開予定、東宝） ※主演[34]
- ホワイトアウト（2000年8月19日、東宝） - 主演・富樫輝男 役
- T.R.Y.（2003年1月11日、東映） - 主演・伊沢修 役
- 県庁の星（2006年2月25日、東宝） - 主演・野村聡 役
- 椿三十郎（2007年12月1日、東宝） - 主演・椿三十郎 役
- アマルフィ 女神の報酬（2009年7月18日、東宝）- 主演・黒田康作 役
  - アンダルシア 女神の報復（2011年6月25日、東宝）- 主演・黒田康作 役
- 映画 ボクの妻と結婚してください。（2016年11月5日、東宝） - 主演・三村修治 役[6]

### ネットドラマ
- アマルフィビギンズ（2009年、ドコモ動画） - 主演・黒田康作 役
- 係長 青島俊作 THE MOBILE 事件は取調室で起きている!（2010年、ドコモ動画） - 主演・青島俊作 役
  - 係長 青島俊作2 事件はまたまた取調室で起きている!（2012年、NOTTV） - 主演・青島俊作 役

### 吹き替え
- バック・トゥ・ザ・フューチャー（1990年4月7日、フジテレビ） - マーティ・マクフライ 役（マイケル・J・フォックス） ※ゴールデン洋画劇場版

### テレビ番組

#### ドキュメンタリー
- 花王ファミリースペシャル「織田裕二 '95 北へ」（1995年1月8、関西テレビ・フジテレビ）
- アフリカ大自然スペシャル（TBS）
  - 織田裕二 アフリカ大自然スペシャル 象物語（2005年5月18日）
    - 織田裕二 アフリカに贈る歌（2005年5月15日）※上記前番組

  - 月曜ゴールデン アフリカ大自然スペシャル『僕らはサルだ！織田裕二の類人猿とふれ合う感動紀行』（2007年8月20日）
- ヒューマニエンス 40億年のたくらみ（2020年10月 - 、NHK BSプレミアム・BS4K）
  - ヒューマニエンスQ（クエスト）（2022年4月 - 6月、NHK総合）
  - ヒューマニエンスQ（クエスト）シーズン2（2023年1月 - 3月、NHK総合）

#### スポーツ番組
- 世界陸上（TBS、1997年 - 2022年、TBS） - メインキャスター

### ラジオ
- 風に乾杯（1991年10月 - 1992年9月）ラジオの初レギュラー番組。最終回「屋形船から生中継」は野球中継のため放送されずに番組終了となった。
- 織田裕二 風と歩こう（TOKYO FM）
- 織田裕二 RADIO DEPS（FM横浜）

### CM
- NHK衛星放送開局記念
- 資生堂「HG」
- サントリー「缶コーヒーウエスト」
- 日本赤十字社「献血キャンペーン」
- 明治製菓
  - 「ティラミスチョコレート」
  - 「ガトーマロンチョコレート」
  - 「チョコトルテ」（山瀬まみと共演）
- 参天製薬「サンテFX」
- AGF「マキシムレギュラーコーヒー」
- サッポロビール「焙煎ビール」
- NTT DoCoMo「携帯電話・ポケットベル」（1996年 - 1998年）
- IDO/セルラー電話各社 「cdmaOne」（1999年 - 2001年）※NTTドコモの契約終了直後にCMが放送され話題となった。だが、2009年、映画『アマルフィ』公開の際にはそのスピンオフが“ドコモ動画”でのみ公開されたことから再びドコモのCMに出演した
- 東芝エアコン
- 味の素
  - 「紅花オリーブオイル」
  - 「アミノバイタル」
- スズキ
  - 「セルボモード」
  - 「ジムニー」
  - 「ジムニーワイド」
- 日清食品「カップヌードル」
- ポッカコーポレーション「ポッカコーヒーガティ」
- ライオン「デンター」
- カネボウ「JAKE」
- コカ・コーラ「まろ茶」
- 全日空「ANAマイレージクラブ」
- 日本生命「生きる力」
- U-CAN （ユーキャン）
- 武田薬品工業「新アリナミンA」
- アサヒビール「アサヒ新生」
- 日本郵政公社「ゆうパック」
- JCB
- 横浜ゴム
  - 「ECOタイヤ」
  - 「アイスガード」
- JRA2007年キャラクター
- 世界陸上2007大阪（2007年）
- 大塚製薬「UL・OS」
- ペプシコーラ「ペプシスペシャル」
- サンヨー食品「サッポロ一番 麺の力」
- オープンハウス「犬のジョン」シリーズ（2013年 - 2017年 ）
- アサヒ飲料「WONDA 金の微糖・金の無糖」（2014年）
- 佐川急便（2015年 - ）
- イーデザイン損害保険（2015年 - ）[35][26][36][37]

## 作品

### ディスコグラフィー

#### シングル
| ＃ | 発売日         | タイトル                                                            | カップリング        | タイアップ                                                                           |
| -- | -------------- | ------------------------------------------------------------------- | ------------------- | ------------------------------------------------------------------------------------ |
| 1  | 1987年4月25日  | BOOM BOOM BOOM/Hold You Tight                                       | -                   | 東宝映画「湘南爆走族」挿入歌 「NORDICA」ラジオCMイメージソング                       |
| 2  | 1989年7月25日  | 週末だけは少年                                                      | Hold You Tight      | TBS系ドラマ「邪魔してゴメン!」エンディングテーマ                                     |
| 3  | 1991年2月6日   | 歌えなかったラヴ・ソング                                            | 永遠の灯            | スズキ「セルボ・モード」イメージソング                                               |
| 4  | 1991年6月21日  | 現在、この瞬間から                                                  | 風だった時代を      | AGF「マキシムレギュラーコーヒー」イメージソング 参天製薬「サンテFX」CMソング         |
| 5  | 1991年11月6日  | Happy Birthday                                                      | Just Rain           | 明治製菓「ガトーマロン」CMソング                                                     |
| 6  | 1992年1月29日  | KODO-鼓動-                                                          | 光の一粒            | 参天製薬「サンテFX」CMイメージソング                                                 |
| 7  | 1992年5月27日  | あの夏が聴こえる                                                    | STAY BLUE           | 東芝 「ツインロータリーエアコン'92」キャンペーンソング                               |
| 8  | 1993年7月19日  | 決心                                                                | 030                 | 参天製薬「サンテFX」CMイメージソング フジテレビ系ドラマ「素晴らしきかな人生」挿入曲  |
| 9  | 1994年7月8日   | OVER THE TROUBLE                                                    | ひたすらな君だった  | フジテレビ系ドラマ「お金がない!」主題歌                                              |
| 10 | 1994年10月5日  | Never Rain/失くしかけた約束                                         | -                   | 参天製薬「サンテFX」イメージソング 参天製薬「サンテコンタクト」イメージソング        |
| 11 | 1995年11月8日  | 愛までもうすぐだから                                                | I'll Be Back To You | フジテレビ系ドラマ「正義は勝つ」主題歌 T-FM「織田裕二 風と歩こう」エンディングテーマ |
| 12 | 1996年10月28日 | Mirage                                                              | 口笛                | 参天製薬「サンテFX」イメージソング 参天製薬「サンテコンタクト」イメージソング        |
| 13 | 1997年1月29日  | Love Somebody （織田裕二 with マキシ・プリースト名義）              | Moon                | フジテレビ系ドラマ「踊る大捜査線」主題歌                                             |
| 14 | 1997年7月16日  | Over and Over Again/FLY HIGH                                        | -                   | TBS「世界陸上アテネ大会」テーマソング NTT docomo CMソング                            |
| 15 | 1998年2月4日   | Freedom                                                             | -                   | スズキ「ジムニーワイド」CMソング                                                     |
| 16 | 1998年5月13日  | Shake it UP                                                         | -                   | フジテレビ系ドラマ「恋はあせらず」主題歌                                             |
| 17 | 1998年10月28日 | Love Somebody-CINEMA Version                                        | -                   | 踊る大捜査線 秋の犯罪撲滅スペシャル 主題歌 映画「踊る大捜査線 THE MOVIE」主題歌      |
| 18 | 1999年3月17日  | SOMETHING TO SAY                                                    | -                   | IDO「cdmaOne」イメージソング                                                         |
| 19 | 1999年8月25日  | Together                                                            | Diggin' on YOU      | TBS「世界陸上1999スペイン」テーマソング TBS「筋肉番付」エンディングテーマ            |
| 20 | 2001年2月28日  | 空のむこうまで                                                      | -                   | フジテレビ系ドラマ「ロケット・ボーイ」主題歌                                         |
| 21 | 2001年8月8日   | 今、ここに君はいる                                                  | -                   | TBS「世界陸上2001エドモントン」テーマソング                                          |
| 22 | 2002年11月13日 | そんなもんだろう                                                    | Love Love Love      | TBS系ドラマ「真夜中の雨」主題歌                                                      |
| 23 | 2003年1月1日   | We can be Heroes                                                    | T.R.Y.              | 主演映画「T.R.Y.」主題歌                                                             |
| 24 | 2003年6月25日  | Love Somebody                                                       | -                   | 12cmシングルとして再発売                                                             |
| 25 | 2003年7月16日  | Love Somebody CINEMA Version II （Oda Yuji featuring MYA名義）      | -                   | 映画「踊る大捜査線 THE MOVIE 2 レインボーブリッジを封鎖せよ！」主題歌                |
| 26 | 2004年11月3日  | Last Christmas/Wake Me Up GO!GO! （Yuji Oda with Butch Walker名義） | -                   | フジテレビ系ドラマ「ラストクリスマス」 主題歌＆オープニングタイトル                  |
| 27 | 2007年4月25日  | Hug,Hug                                                             | 「ありがとう」      | TBS系ドラマ「冗談じゃない！」主題歌                                                  |
| 28 | 2007年7月25日  | All my treasures                                                    | FLY HIGH            | TBS「世界陸上1997アテネ」テーマソング                                                |
| 28 | 2007年7月25日  | All my treasures                                                    | Together            | TBS「世界陸上1999セビリア」テーマソング                                              |
| 28 | 2007年7月25日  | All my treasures                                                    | 今、ここに君はいる  | TBS「世界陸上2001エドモントン」テーマソング                                          |
| 29 | 2007年12月5日  | FEEL LIVE                                                           | -                   | JRA CMソング                                                                         |
| 30 | 2008年8月20日  | 君の瞳に恋してる（UZ名義）                                          | -                   | フジテレビ系ドラマ「太陽と海の教室」主題歌                                           |

#### アルバム

##### オリジナル・アルバム
| ＃ | 発売日         | タイトル            | |
| -- | -------------- | ------------------- | --- |
| 1  | 1991年3月20日  | ON THE ROAD         | |
| 2  | 1991年7月12日  | 逆風                | |
| 3  | 1992年2月19日  | KODO-鼓動-          | |
| 4  | 1993年9月22日  | 決心                | |
| 5  | 1994年9月7日   | Screen Play         | |
| 6  | 1995年12月6日  | River               | |
| 7  | 1996年11月11日 | STAY HERE           | |
| -  | 1997年3月26日  | STAY HERE+2         | 『STAY HERE』に「Love Somebody」2ヴァージョン追加                                                                             |
| 8  | 1998年6月17日  | Shake!!             | |
| 9  | 1999年9月29日  | My Pocket           | |
| 10 | 2000年7月5日   | SECRET RENDEZ-VOUS  | 「SECRET RENDEZ-VOUS」 映画「ホワイトアウト」主題歌                                                                           |
| 11 | 2003年8月20日  | 11 Colors           | |
| 12 | 2007年9月26日  | ありがとう          | デビュー20周年作品 「Days」 ユーキャンCMソング 「ありがとう」 TBS系「織田裕二アフリカ大自然スペシャル象物語」テーマ           |
| 13 | 2012年9月5日   | Love Someday 完全盤 | 「踊る大捜査線」シリーズ主題歌「Lovesomebody」の12バージョン（Lovesomebody~LovesomedobyCINEMAversion IV）までをすべて完全収録 |

##### ベスト・アルバム
| ＃ | 発売日         | タイトル                                      |
| -- | -------------- | --------------------------------------------- |
| 1  | 1991年10月30日 | SINGLES                                       |
| 2  | 1991年12月10日 | SONGS                                         |
| 3  | 1995年9月27日  | THE BEST                                      |
| 4  | 1998年11月26日 | THE BEST TRACKS                               |
| 5  | 2001年3月23日  | Hot & Sweet - Sour Soup 〜BEST of LOVE SONG〜 |
| 6  | 2008年10月15日 | BEST OF BEST 〜20th Anniversary〜             |
| 7  | 2024年3月20日  | GOLDEN☆BEST 織田裕二                          |

#### ビデオ・DVD
| ＃ | 発売日         | タイトル                                                        |                        |
| -- | -------------- | --------------------------------------------------------------- | ---------------------- |
| 1  | 1992年3月11日  | Birth - Music Documentary -                                     |                        |
| 2  | 1994年4月20日  | FACE - 武道館コンサート                                         |                        |
| 3  | 1994年10月19日 | ROAD SHOW                                                       |                        |
| 4  | 1994年12月21日 | '94 Concert Tour BREAK OUT                                      |                        |
| 5  | 1996年7月5日   | '95 - '96 YUJI ODA Concert Tour River                           | DVD 2002年11月13日発売 |
| 6  | 1998年2月4日   | YUJI ODA 10th Anniversary Special Live                          | DVD 2002年11月13日発売 |
| 7  | 1999年2月10日  | Concert Tour '98 - '99 Shake!                                   | DVD 2002年11月13日発売 |
| 8  | 2000年9月13日  | LIVE & MOVIE 2000 - WHITEOUT -                                  | DVD 2000年12月23日発売 |
| 9  | 2004年3月24日  | YUJI ODA CONCERT FILM 2003 COLORS 2001 今、ここに僕はいる,U-kai |                        |
| 10 | 2008年10月15日 | YUJI ODA 20th Anniversary Special Live 3920                     |                        |

なお、『Birth - Music Documentary - 』から『'94 Concert Tour BREAK OUT』（いずれも東芝EMI）までの作品は未だにDVD化されていない。これらの作品の発売元が異なる（DVD化されているのはユニバーサル・シグマ｜（旧 KittyMME＝合併前名称・マーキュリー・ミュージック・エンターテインメント）以降の作品）ため。

### 書籍

#### 写真集・読本
- BEST GUY IN 織田裕二（1990年12月15日、株式会社ハゴロモ）
- パーソナルブック「織田裕二」（1991年2月3日、主婦と生活社）
- GO AHEAD（1992年2月8日、主婦の友社）
- OFF TIME〜風のない午後に…（1994年10月31日、主婦と生活社）
- ドキュメンタリーフォトブック「ドキュメント 織田裕二」（2000年8月20日、ぴあ株式会社）
- 織田裕二 in T.R.Y（2002年12月13日、角川書店）
- 踊る大捜査線THE MOVIE2 青島刑事完全読本コンプリートブック（2003年7月1日、ぴあ株式会社）
  - 踊る大捜査線 THE MOVIE 3 ヤツらを解放せよ! PERFECT BOOK〈完全読本〉（2010年6月21日、ぴあ株式会社）
- COLOR（2003年12月12日、ぴあ株式会社）
- 外交官 黒田康作の秘密（2011年3月5日、株式会社扶桑社）

#### 著作
- 脱線者（2007年12月13日、朝日新書）※40歳の誕生日を機に出版された初の本格的自伝本。ISBN 9784022731845